# NGC 4436
NGC 4436 este o galaxie lenticulară situată în constelația Fecioara. A fost descoperită în 17 aprilie 1784 de către William Herschel. Se află la o distanță de 19,9 megaparseci de Pământ.